# Комерио
Комерио (итал. Comerio) — коммуна в Италии, располагается в провинции Варесе области Ломбардия.
Население составляет 2352 человека, плотность населения составляет 470 чел./км². Занимает площадь 5 км². Почтовый индекс — 21025. Телефонный код — 0332.
Покровителем населённого пункта считается святые святой Ипполит, Кассиан и святой Цельс.